# Paul Sacher

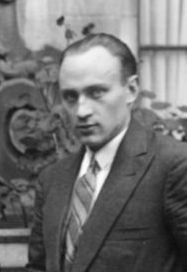
Paul Sacher

Paul Sacher (Bazel, 28 april 1906 – aldaar, 26 mei 1999) was een Zwitserse dirigent en mecenas.

## Biografie
Sacher studeerde bij Felix Weingartner en richtte op twintigjarige leeftijd in 1926 het Basler Kammerorchester op. Vier jaar later huwde hij Maja Stehlin, de weduwe van Emanuel Hoffmann, de zoon van Fritz Hoffmann-La Roche, de stichter van het gelijknamige farmaceutisch concern. De financiële middelen die hem daarmee ter beschikking stonden maakten hem tot een van de rijkste mannen in de wereld. Hij wendde die middelen aan om bekende en bevriende componisten in de loop der tijd opdrachten te geven voor composities, waarmee hij de muziek uit de twintigste eeuw een belangrijke impuls heeft gegeven. Tot de componisten die hij benaderde behoorden: Béla Bartók (Divertimento; Muziek voor snaarinstrumenten, slagwerk en celesta), Igor Stravinsky (Concert in D; A Sermon, a narrative and a Prayer), Anton Webern, Arthur Honegger (onder andere diens Tweede en Vierde Symfonie), Richard Strauss (Metamorphosen), Frank Martin en Paul Hindemith. Later schreven Luciano Berio, Elliott Carter, Cristóbal Halffter, Hans Werner Henze, Heinz Holliger en Wolfgang Rihm composities in zijn opdracht.
In 1933 stichtte Sacher de Schola Cantorum Basiliensis, het prestigieuze opleidings- en onderzoeksinstituut voor oude muziek te Bazel. In 1941 formeerde hij het Collegium Musicum Zürich. In 1967 werd het Basler Schlagzeug-Ensemble opgericht, bestaande uit musici uit het Basler Kammerorchester, dat ook door Sacher werd gedirigeerd.

## eSACHERe-project

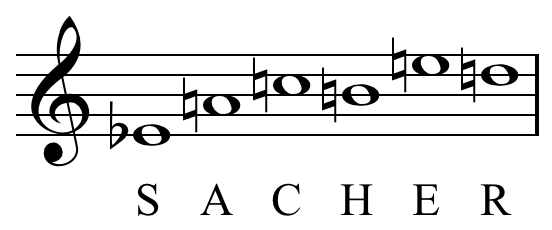
Sacher hexachord

Voor Sachers zeventigste verjaardag gaf de Russische cellist Mstislav Rostropovitsj opdracht aan twaalf componisten om een cyclus te schrijven voor cello op de naam SACHER, gebruikmakend van zowel de relatieve als absolute toonladder: Es, a, c, b ( = h in Duits), e en re (het Sacher hexachord). De volgende componisten leverden een bijdrage aan dit "eSACHERe-project":
- Alberto Ginastera: Punena nr. 2, op. 45, 'Hommage à Paul Sacher'
- Wolfgang Fortner: Zum Spielen für den 70. Geburtstag: Thema und Variationen für Violoncello Solo
- Hans Werner Henze: Capriccio
- Conrad Beck: Für Paul Sacher: Drei Epigramme für Violoncello solo
- Henri Dutilleux: Trois Strophes sur le nom de Sacher
- Witold Lutosławski: Sacher-Variationen
- Luciano Berio: Les Mots sont allés: voor cello solo
- Cristóbal Halffter: Variationen über das Theme eSACHERe
- Benjamin Britten: Tema Sacher
- Klaus Huber: Transpositio ad infinitum, für ein virtuoses Solocello
- Heinz Holliger: Chaconne, für Violoncello Solo
- Pierre Boulez: Messagesquisse, pour 7 violoncelles

Naast de muziek steunde Sacher ook de beeldende kunst, zoals de kunstenaar Jean Tinguely. 

## Paul Sacher Stiftung
In 1973 werd de Paul Sacher Stiftung in het leven geroepen, met als voornaamste doel het beheren van de Paul Sacher-muziekbibliotheek. Tegenwoordig is de stichting een internationaal onderzoekscentrum voor muziek uit de twintigste en eenentwintigste eeuw. De stichting beheert de muziekverzamelingen van vooraanstaande componisten, zoals die van Igor Stravinsky, Luciano Berio en Pierre Boulez. 